# John R. McBride

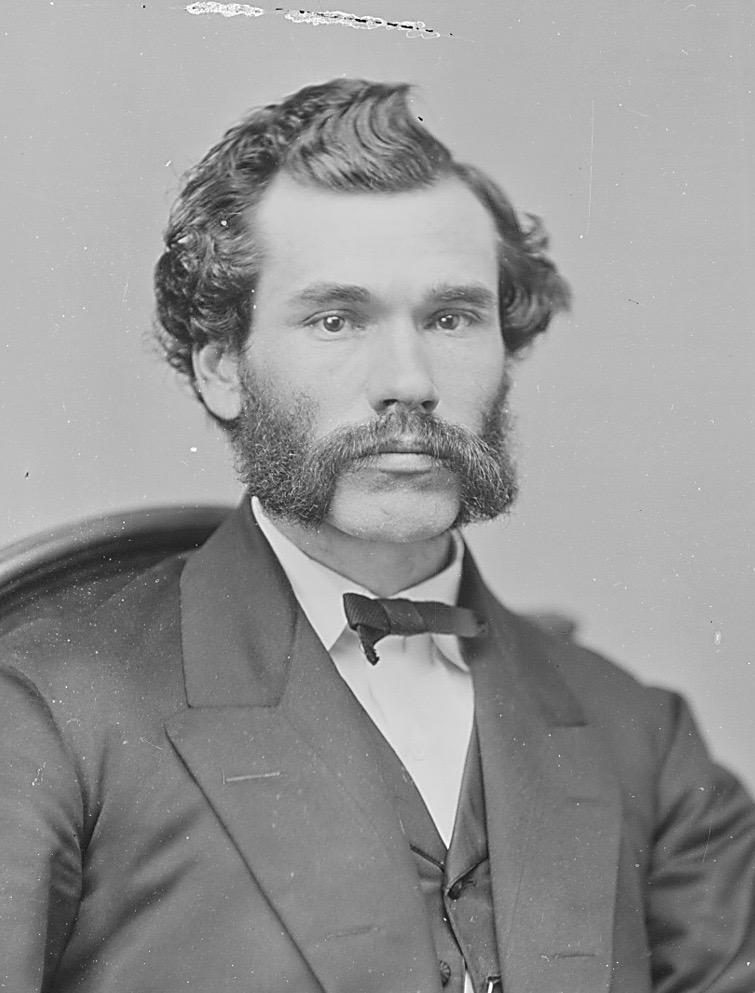
John Rogers McBride

John Rogers McBride (* 22. August 1832 in St. Louis, Missouri; † 20. Juli 1904 in Spokane, Washington) war ein US-amerikanischer Politiker (Republikanische Partei). Zwischen 1863 und 1865 vertrat er den Bundesstaat Oregon im US-Repräsentantenhaus.

## Werdegang
John McBride besuchte die öffentlichen Schulen seiner Heimat und später in Oregon, wohin er im Jahr 1851 mit seinen Eltern gezogen war. Dort ließ sich die Familie in der Nähe von Lafayette nieder. Nach einem Jurastudium und seiner 1855 erfolgten Zulassung als Rechtsanwalt begann er in Lafayette in diesem Beruf zu arbeiten.
Im Jahr 1857 war er Delegierter auf der verfassungsgebenden Versammlung von Oregon und zwischen 1860 und 1862 gehörte er dem Senat von Oregon an. 1862 wurde er als erster Republikaner aus Oregon in das US-Repräsentantenhaus gewählt, wo er am 4. März 1863 George K. Shiel ablöste. McBride wurde im Jahr 1864 nicht mehr von seiner Partei für eine weitere Legislaturperiode im Kongress nominiert. Daher schied er am 3. März 1865 aus dem Parlament aus.
Nach dem Ende seiner Zeit im Kongress wurde McBride von Präsident Abraham Lincoln zum Obersten Richter im Idaho-Territorium ernannt. Präsident Ulysses S. Grant berief ihn 1869 zum Leiter des United States Assay Office in Boise. Im Jahr 1872 sowie zwischen 1880 und 1892 war McBride Mitglied des Republican National Committee. Außerdem arbeitete er in Boise und später in Salt Lake City in Utah sowie schließlich in Spokane als Rechtsanwalt. Dort ist er im Jahr 1904 auch verstorben.
John McBride war ein älterer Bruder von George W. McBride, der zwischen 1895 und 1901 für Oregon im US-Senat saß. Sein anderer Bruder Thomas war Oberster Richter in Oregon.